# زاك تشابيل
زاك تشابيل (21 أغسطس 1996 في المملكة المتحدة - ) (بالإنجليزية: Zak Chappell)‏ هو لاعب كريكت بريطاني. لعب مع نادي مقاطعة ليسترشاير للكريكت ‏.

## وصلات خارجية
- زاك تشابيل على موقع إي آس بي آن كريك إنفو (الإنجليزية)